# 피고인 (영화)
《피고인》(영어: The Accused)은 조너선 캐플런이 연출한 미국의 1988년 법률 드라마 영화이다. 성폭력을 중심 소재로 삼았으며, 켈리 맥길리스가 검사 역으로, 조디 포스터가 성폭행 피해자 역으로 출연하였다.
이 영화로 조디 포스터는 1989년 제61회 아카데미상 여우 주연상, 제46회 골든 글로브상 드라마 영화 부문 여우 주연상 등 여러 유수한 영화제에서 연기상을 수상하였다.

## 출연진
- 조디 포스터 - 세라 터바이어스 역
- 켈리 맥길리스 - 캐서린 머피 역
- 버니 콜슨 - 케네스 조이스 역
- 리오 로시 - 클리프 “스코피언” 올브렉트 역
- 앤 헌 - 샐리 프레이저 역
- 카먼 아젠지애노 - 폴 루돌프 역
- 스티브 앤틴 - 밥 조이너 역
- 톰 오브라이언
- 피터 밴노든
- 테리 데이비드 멀리건
- 우디 브라운
- 스콧 폴린
- 톰 맥베스
- 조이 크래비츠

## 우리말 녹음
MBC 성우진
- 박선영 - 세라 터바이어스(조디 포스터)
- 윤소라 - 캐서린 머피(켈리 맥길리스)
- 황일청
- 한규희
- 김기현
- 권혁수
- 이종혁
- 안장혁
- 안지환
- 박지훈
- 변종필
- 김영선
- 엄현정
- 정남
- 김기철
- 김아영
- 김용준
- 송준석
- 오주연
- 한수림
- 김서영
- 최한